# Love & Mercy
Love & Mercy es una película biográfica estadounidense dirigida por Bill Pohlad sobre el cantante y compositor de los Beach Boys, Brian Wilson. Salió en los cines en 2015. Se trata del primer largometraje de dicho director.

## Argumento
La película relata la vida del cantante y compositor californiano Brian Wilson, líder de The Beach Boys, centrándose en dos etapas:
se alterna entre la producción de Wilson del álbum Pet Sounds (1966), y su tratamiento bajo el programa de terapia de 24 horas de Landy a fines de la década de 1980.

## Sinopsis
La película alterna entre las décadas de 1960 y 1980. La primera línea de tiempo comienza con un joven Brian Wilson (Paul Dano) sufriendo un ataque de pánico en un avión durante una gira. Se llega a un acuerdo con el resto de los Beach Boys en que Brian ya no hará giras con ellos y en su lugar se centrará en la composición y el trabajo de estudio. A pesar de la resistencia de algunos de sus compañeros de banda, Brian completa el álbum Pet Sounds. Es un éxito crítico, pero las ventas son decepcionantes. Brian comienza a consumir LSD, de moda en aquella época, suministrado por una camarilla de vagabundos hippies que lo elogian como un "genio", y su salud mental empeora posteriormente. Después del éxito de un nuevo sencillo, «Good Vibrations», no logra completar el álbum Smile, su posible obra maestra. Mientras los compañeros de banda de Brian graban su próximo disco sin él, se entera de que su padre ha vendido los derechos de publicación de las canciones de los Beach Boys sin su conocimiento. Esta línea de tiempo termina con Brian apático y separado de la vida.
En la década de 1980, un Brian más mayor y fuertemente medicado (John Cusack) conoce a Melinda Ledbetter (Elizabeth Banks), una vendedora de un concesionario de Cadillac. Ella comienza una relación con él, pero es perturbada por la influencia controladora que el terapeuta y tutor legal de Brian, el Dr. Eugene Landy (Paul Giamatti) tiene sobre la vida de Brian. Eventualmente, ella se desconecta de la relación, pero no antes de proporcionar evidencia a la familia de Brian de que Landy se ha convertido en beneficiario de su voluntad, con la ayuda de la ama de llaves de Brian, Gloria Ramos. Esto lleva a que se tome una orden de restricción para evitar que Landy vea a Brian, quien comienza un nuevo y más apropiado curso de tratamiento. Unos años más tarde, Brian se topa con Melinda de nuevo mientras camina por una intersección, y retoman la relación. En los créditos finales se revela que finalmente se casan.

## Actores
- John Cusack: Brian Wilson (mayor)
- Paul Dano: Brian Wilson (joven)
- Elizabeth Banks: Melinda Ledbetter
- Paul Giamatti: Doctor Eugene Landy
- Kenny Wormald: Dennis Wilson
- Brett Davern: Carl Wilson
- Graham Rogers: Al Jardine